# Narella leilae
Narella leilae är en korallart som beskrevs av Bayer 1951. Narella leilae ingår i släktet Narella och familjen Primnoidae. Inga underarter finns listade i Catalogue of Life.